# Arabicum
Das Arabicum ist ein dem Latinum für Latein gleichwertiger Sprachnachweis für Arabisch. In Deutschland erwirbt man dieses üblicherweise nach einem viersemestrigen Sprachkurs im Rahmen eines Studiums der Orientalistik, der Arabistik, der Islamkunde oder anverwandten Fächern. Mit dem Plural Arabica werden auch arabische Elemente in nichtarabischen Texten bezeichnet.